# 西口沙織
西口 沙織（にしぐち さおり、1988年〈昭和63年〉1月20日 - ）は、日本の元チアリーダー、チアリーディング指導者。チアリーダーとしての登録名はSaori。

## 来歴
神奈川県相模原市出身。幼児期よりクラシックバレエを始め、日本大学第三中学校入学時にチアダンスと出会い、東洋英和女学院大学体育会チアリーダーズ部『Panthers』時代には2007年と2008年の2年連続でチアリーディング日本選手権大会Division.1大学部門決勝に出場した。
大学3年時の2009年には横浜F・マリノスの公式チアリーディングチームである『トリコロールマーメイズ』に入団するとチーム一番のジャンプ力を武器にスタンツで活躍、2012年からはキャプテンとして元dianaの新山陽子、元Blue Windsの田島彩、後にZgirlsでも活躍する小野寺彩乃、後のミス日本ファイナリスト平井絢野、トリコロールランサーズ時代からの生え抜き須須木麻莉子らを擁するトリコロールマーメイズをまとめ上げた。
トリコロールマーメイズ時代からチアリーディング指導者としても活動し、2015年にチアリーダーを引退した後もインストラクターを続けている他、トップチームのスタンツディレクターや神奈川大学チアリーディング部『Wings』のコーチを歴任している。

## 人物
以下のプロフィールはトリコロールマーメイズ時代の2012年に発売された「2012横浜F・マリノス20周年記念オフィシャルトレーディングカード」当時のもの。
- ニックネーム：さおちゃん
- 誕生日：1月20日
- 血液型：B型
- 趣味：カラオケ、愛犬と遊ぶこと
- 特技：UFOキャッチャー
- 好きな食べ物：さつまあげ、皿うどん

## 所属チーム
- 2009年-2015年  トリコロールマーメイズ

## 出演

### テレビ番組
- キックオフ!!F・マリノス（2011年、テレビ神奈川）